# Бучацька ДЮСШ
Бучацька дитячо-юнацька спортивна школа, або Бучацька ДЮСШ — державний позашкільний навчальний заклад спортивного профілю в місті Бучачі. Заснована в січні 1965 року.

## Приміщення
Тривалий час розташовувалась у напівпідвальному приміщенні в будівлі колишнього повітового староства часів Австро-Угорщини (на партері та на 2-му поверсі зараз — Бучацька районна бібліотека, вул. Галицька, 21).
Рішенням сесії міської ради було надано нове приміщення (в будівлі колишньої школи ДТСОАФ), яке протягом, більше ніж року, не доведене до ладу, що викликало чимало дискусій. У старому напівпідвальному приміщенні облаштували ресторан «Місто».
«Євроремонт» нового приміщення вартував 500 тис. грн. Міський голова Бучача стверджує, що тепер школа — одна з найкращих в області.

## Люди

### Очільники
- Федір Бокач, тоді — воротар бучацького «Колоса»
- Михайло Москвін
- Михайло Соломчак — захисник бучацького «Колоса»
- Іван Чуба

### Тренери
Футбол: Михайло Дем'янчук, Василь Печериця, Ігор Дорофей, Тарас Микитишин, Тарас Соломчак, Михайло Кирничний, Володимир Халімон, Володимир Ковбас, Михайло Кордівський, Віктор Навроцький, Андрій Рудий, Анатолій Брощак.
Легка атлетика: Іван Чуба, Ігор Шмигельський, Юлія Романишин, Микола Головацький, Володимир Панюс.

### Вихованці
- Віктор Степанський — майстер спорту міжнародного класу, 5-разовий чемпіон України 1983—1987 рр., (штовхання ядра)[2][3] випускник Луцького державного педагогічного інституту імені Лесі Українки [4]

#### Майстри спорту
- Іванів Юрій — штовхання ядра
- Іван Стребков — біг на середні і довгі дистанції (1500, 3000, 5000, 10000 м, крос), чемпіон України,[5] віце-чемпіон Європи з кросу (10000 м),[6] бронзовий призер командного ЧЄ-2014 з бігу на 10000 м у Скоп'є[7]
- Оксана Ралько — спринтерка[8]

### Також
- Карюк Іван — неодноразовий чемпіон України серед юнаків, юніорів, учасник чемпіонату світу (штовхання ядра)
- Козак Микола — педагог, краєзнавець.